# Лонг-Пойнт (Іллінойс)
Лонг-Пойнт (англ. Long Point) — селище (англ. village) в США, в окрузі Лівінґстон штату Іллінойс. Населення — 204 особи (2020).

## Географія
Лонг-Пойнт розташований за координатами 41°0′19″ пн. ш. 88°53′35″ зх. д. / 41.00528° пн. ш. 88.89306° зх. д. (41.005274, -88.893039).  За даними Бюро перепису населення США в 2010 році селище мало площу 0,48 км², уся площа — суходіл.

## Демографія
Згідно з переписом 2010 року, у селищі мешкало 226 осіб у 85 домогосподарствах у складі 62 родин. Густота населення становила 472 особи/км².  Було 98 помешкань (204/км²).
Расовий склад населення:
| - 99,1 % — білих - 0,4 % — чорних або афроамериканців - 0,4 % — азіатів |

До двох чи більше рас належало 0,0 %. Частка іспаномовних становила 0,0 % від усіх жителів.
За віковим діапазоном населення розподілялося таким чином: 26,5 % — особи молодші 18 років, 61,6 % — особи у віці 18—64 років, 11,9 % — особи у віці 65 років та старші. Медіана віку мешканця становила 36,0 року. На 100 осіб жіночої статі у селищі припадало 101,8 чоловіків;  на 100 жінок у віці від 18 років та старших — 102,4 чоловіків також старших 18 років.
Середній дохід на одне домашнє господарство  становив 55 148 доларів США (медіана — 51 094), а середній дохід на одну сім'ю — 57 540 доларів (медіана — 52 031). Медіана доходів становила 50 972 долари для чоловіків та 37 500 доларів для жінок. За межею бідності перебувало 4,0 % осіб, у тому числі 0,0 % дітей у віці до 18 років та 0,0 % осіб у віці 65 років та старших.
Цивільне працевлаштоване населення становило 85 осіб. Основні галузі зайнятості: транспорт — 27,1 %, виробництво — 16,5 %, освіта, охорона здоров'я та соціальна допомога — 16,5 %.